# Ostjapan

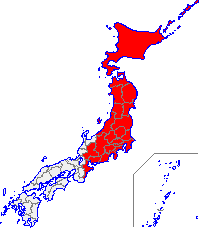
In einer zweigliedrigen Ost-West-Regionaleinteilung Japans eine (aber nicht die einzige) Definition von Ostjapan mit 21 Präfekturen inklusive Kōshin’etsu und Tōkai, ohne Hokuriku

Als Ostjapan (jap. 東日本, Higashi-Nihon oder Higashi-Nippon) bezeichnet man in einer groben, rechtlich nicht festgelegten regionalen Unterteilung Japans etwa die östliche Hälfte des Landes. Im Gegensatz zu Westjapan umfasst es dann die Regionen Hokkaidō, Tōhoku und Kantō sowie je nach Definition weitere Präfekturen aus der Region Chūbu, meist Shizuoka und die drei Präfekturen in Kōshin’etsu, oft auch Aichi und Gifu. In manchen Zusammenhängen wird Nordjapan (Hokkaidō und Tōhoku) nicht zu Ostjapan gezählt, das dann im engeren Sinne nur aus Kantō und Teilen Chūbus besteht.

## Verwendung

Unterschiedliche Netzfrequenzen im Stromnetz Ost- und Westjapans

Verwendet wird der Begriff unter anderem in einer Reihe von Namen von regional aufgeteilten, ehemals öffentlichen Unternehmen wie z. B. den Verkehrsgesellschaften JR Higashi-Nihon und NEXCO Higashi-Nihon, dem Versorger Higashi-Nihon Gas oder dem Telekommunikationsunternehmen NTT Higashi-Nihon. Aus historischen Gründen beträgt außerdem die Netzfrequenz des Stromnetzes in weiten Teilen Ostjapans (bei den Energieversorgern Hokkaidō Denryoku, Tōhoku Denryoku und Tōkyō Denryoku) 50 Hz, in Westjapan dagegen flächendeckend 60 Hz.

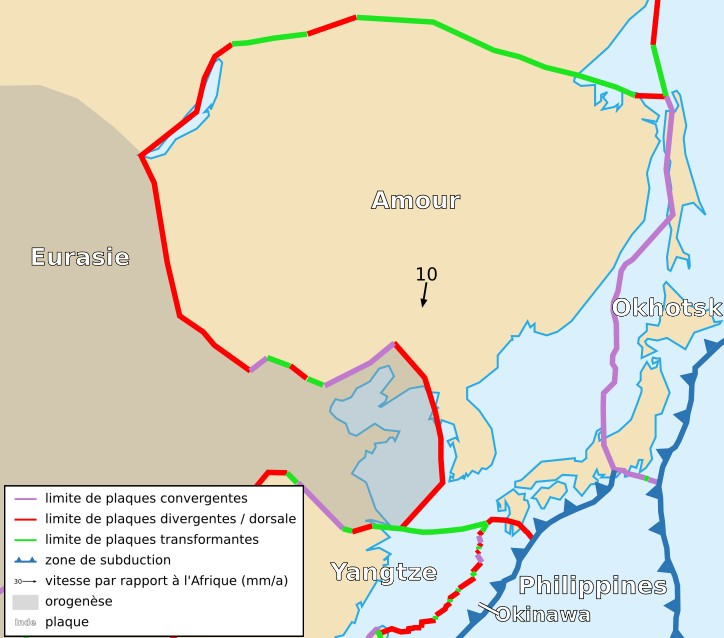
Umrisse der diskutierten Amurplatte mit Westjapan, Ostjapan auf der Ochotsk-Platte

Geologisch trennt eine Verwerfung, die Itoigawa-Shizuoka-Linie (engl. kurz ISTL) zwischen der Amur- und der Ochotsk-Mikroplatte (deren Eigenständigkeit umstritten ist), Ost- von Westjapan.

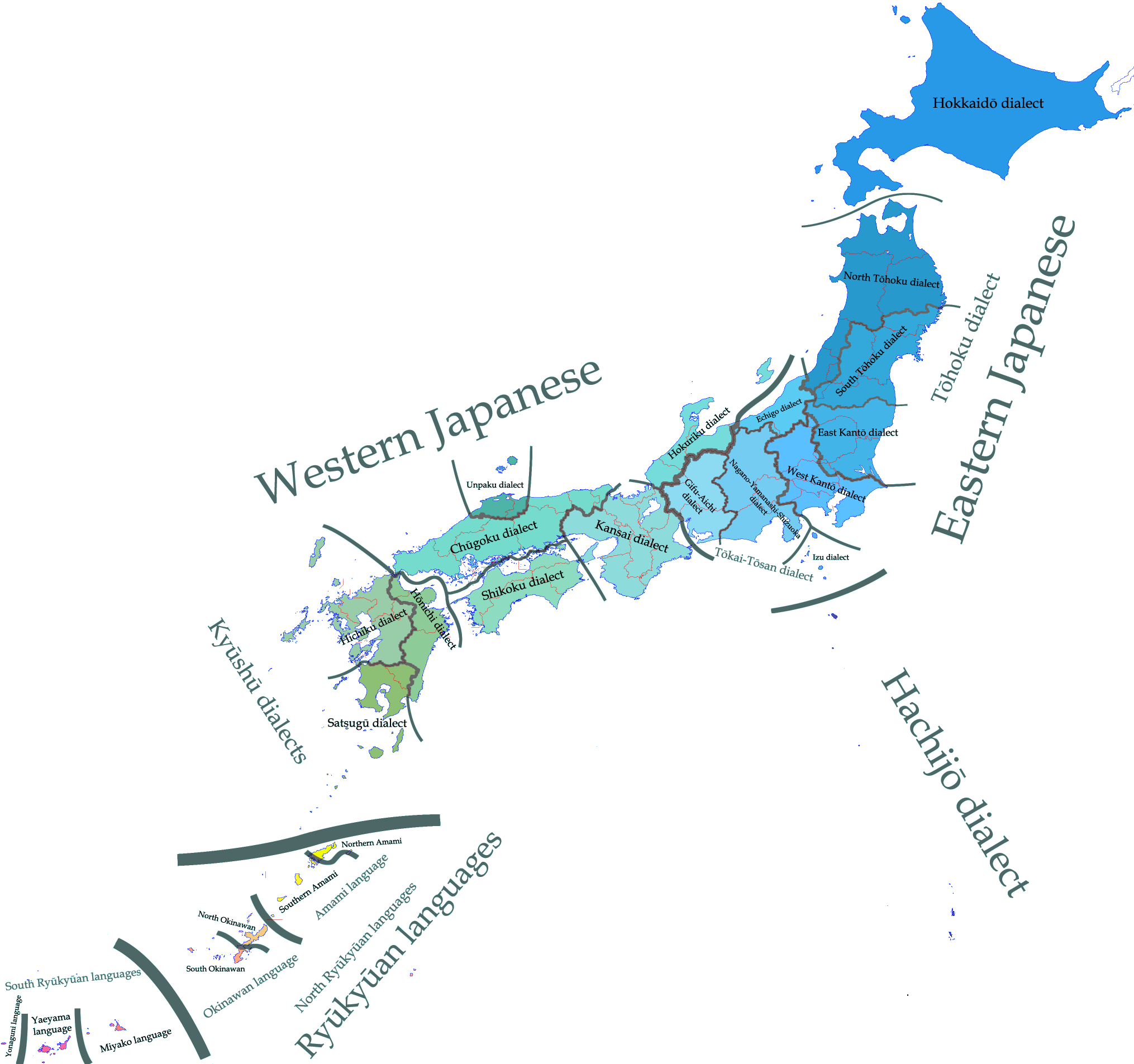
Japanische Dialekte, die ostjapanischen Dialekte in Blautönen, die westjapanischen in Grüntönen

Sprachwissenschaftlich werden die Dialekte Ostjapans als Higashi-Nihon hōgen (東日本方言) oder Tōbu hōgen (東部方言) gruppiert, und weiter regional differenziert. Die Trennlinie zwischen ost- und westjapanischen Dialekten wird auch als Itoigawa-Hamana-See-Linie bezeichnet.
Im März 2011 wurde Ostjapan von einem schweren Erdbeben erschüttert.

## Weitere Bezeichnungen
Historische, seit dem japanischen Altertum bestehende Bezeichnungen für Ostjapan – in abweichenden Definitionen, alle noch ohne Ezo (Hokkaidō) – sind Tōgoku oder Azuma no kuni (東国, „Ostprovinzen“ oder nur „Ostland“), Azuma (東, „der Osten“) und Bandō (坂東). Bandō bezeichnete alle Gebiete östlich der Ashigara-Steigung (足柄坂, Ashigara-saka) am gleichnamigen Pass der wichtigen Fernstraße Tōkaidō, der die Grenze zwischen den Provinzen Sagami und Suruga bildete, die Namen Tōgoku und Azuma anfangs alle Gebiete östlich der Hauptstadtregion.